# بيتر وليامز (دراج)
بيتر وليامز (بالإنجليزية: Peter Williams)‏ هو دراج بريطاني، ولد في 13 ديسمبر 1986 في ساوثبورت ‏ في المملكة المتحدة.

## وصلات خارجية
- بيتر وليامز على موقع أرشيف الدراجات (الإنجليزية)
- بيتر وليامز على موقع إحصائيات الدراجات الإحترافية (الإنجليزية)
- بيتر وليامز على موقع نسبة الدراجات (الإنجليزية)
- بيتر وليامز على موقع MTB Data (الإنجليزية)